# Herpestes edwardsii

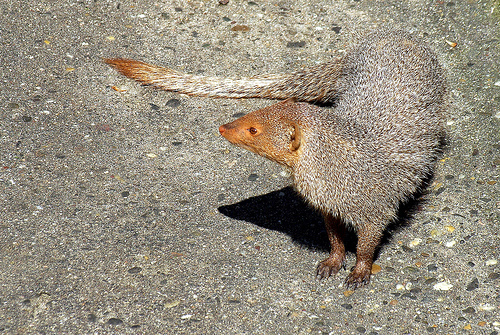
Mangusta grigia indiana, parco nazionale di Nagarhole.

La mangusta grigia indiana (Herpestes edwardsii É. Geoffroy Saint-Hilaire, 1818) è un carnivoro della famiglia degli Erpestidi. Viene chiamata anche «mungo», ma questo può creare confusione, in quanto questo nome viene usato anche per indicare la mangusta di Giava.

## Descrizione
La mangusta grigia indiana ha una lunghezza testa-corpo di 36–45 cm, ai quali si aggiungono 35 cm di coda. Il peso varia tra i 900 e i 1700 g. Ha corpo allungato e sottile, con arti relativamente brevi. La pelliccia è di colore grigio-argento, con le zampe un po' più scure. L'estremità della coda è di colore rosso scuro, e la testa presenta una leggera tinta rossa.

## Distribuzione e habitat
L'areale originario della mangusta grigia indiana si estende dalle regioni orientali della penisola arabica, attraverso Afghanistan e Pakistan, fino al subcontinente indiano. Come habitat predilige le praterie ricoperte qua e là da cespugli, ma non è particolarmente esigente per quanto riguarda la scelta ambientale.
Allo scopo di tenere sotto controllo il numero di specie nocive, essa è stata introdotta in molte regioni, come la penisola malese, Mauritius, Réunion, le isole Ryukyu giapponesi, l'Italia centrale (dove si è estinta) e la Giamaica.

## Biologia
La mangusta grigia indiana è un animale diurno che conduce generalmente un'esistenza solitaria, ma talvolta più individui rimangono insieme sotto forma di associazioni familiari sciolte. Di giorno abbandona la tana in cui trascorre la notte per andare alla ricerca di cibo. Esso è costituito da vari vertebrati come piccoli mammiferi, uccelli, lucertole e serpenti, ma anche da insetti, scorpioni e altri invertebrati, nonché da frutta. Dal momento che le manguste sono in grado di muoversi rapidamente, attaccano anche serpenti velenosi, dei quali riescono a schivare gli attacchi. Tuttavia, le manguste non sono immuni al veleno. Esse lasciano che il serpente attacchi più volte, schivandone ogni volta le aggressioni, in modo che esso si stanchi, così da poterlo uccidere facilmente. Se durante la lotta la mangusta viene morsa, tuttavia, essa non si deve preoccupare, perché le brevi zanne del cobra non riescono a superare la spessa e folta pelliccia.
Due o tre volte l'anno la femmina partorisce, dopo un periodo di gestazione di circa 60-65 giorni, da due a quattro piccoli. Essi sono svezzati a quattro o cinque settimane.

## Tassonomia
Ne vengono riconosciute cinque sottospecie:
- H. e. edwardsii É. Geoffroy Saint-Hilaire, 1818, diffusa nell'India peninsulare, a sud del fiume Narmada.
- H. e. ferrugineus Blanford, 1874, diffusa nelle regioni desertiche dell'India nord-occidentale, in Pakistan, Iran, Iraq, Arabia Saudita e Kuwait.
- H. e. lanka Wroughton, 1915, diffusa nello Sri Lanka.
- H. e. montanus Bechthold, 1936, diffusa nelle regioni settentrionali del Pakistan.
- H. e. nyula Hodgson, 1836, diffusa nell'India gangetica e in Nepal.

## Conservazione
La mangusta grigia indiana è abbastanza comune e non figura tra le specie in via di estinzione. L'Unione Internazionale per la Conservazione della Natura (IUCN) la classifica, sulla sua Lista Rossa delle specie minacciate, come specie «a rischio minimo» (Least Concern).
Essa è stata introdotta dall'uomo in molte parti del mondo in cui originariamente non era presente. Così facendo, si pensava di poter tenere sotto controllo la piaga dei ratti. Tuttavia, tale misura ha portato a problemi ben più gravi, in quanto le manguste introdotte hanno iniziato ad attaccare i rappresentanti della fauna nativa, riducendone di molto il numero o causandone addirittura l'estinzione, e a compiere scorribande nei pollai, nonché a razziare le scorte di cibo e a trasmettere la rabbia e altre malattie. Con lo sterminio dei piccoli animali insettivori, il numero degli insetti parassiti è aumentato in modo devastante.
Alfred Brehm riferisce che in India la mangusta era considerata alla stregua di un animale domestico e come tale era possibile trovarla in molte case del suo paese natale. I servizi che essa offriva (protezione contro i serpenti, tenere i ratti lontano dalle abitazioni, ecc) fecero sì che l'uomo offrisse all'animale tutta la sua ospitalità. Lo stesso Brehm scrive: «Con l'uomo diventa subito amico e dopo poco tempo lo segue come un cane, dorme con lui, mangia nella sua mano e si comporta proprio come un animale domestico». Questo rapporto tra uomini e manguste è stato rielaborato da Rudyard Kipling, nella sua più famosa opera letteraria, «Il libro della giungla», nel racconto «Rikki-tikki-tawi». Nel romanzo di Araving Adiga «La tigre bianca», invece, l'animale assume connotazioni negative. Qui, il prepotente e disonesto figlio di un proprietario terriero riceve proprio tale soprannome: «Mukesh Sir era piccolo, scuro, brutto e molto furbo. Al villaggio, l'avevano soprannominato "la Mangusta"».